# ゴーイング・トゥ・ア・ゴー・ゴー
「ゴーイング・トゥ・ア・ゴー・ゴー」(Going to a Go-Go) は、ザ・ミラクルズが、モータウンの「タムラ」(Tamla) レーベルから発表した1965年のシングル。

## ザ・ミラクルズのオリジナル・バージョン
スモーキー・ロビンソンがリードをとった「ゴーイング・トゥ・ア・ゴー・ゴー」は、彼がザ・ミラクルズの同僚であるピート・ムーア、ボビー・ロジャース、マーヴ・タープリンと共作した作品である。ムーア、ロジャース、ロニー・ホワイトに、スモーキー・ロビンソン妻クローデッタ・ロビンソンがバッキング・ボーカルを務めたこの曲は、アップテンポのダンス曲で、あらゆる階層の人々にゴーゴー・パーティーへ参加するよう呼びかけるものである。音楽プロデューサーは、ザ・ミラクルズのロビンソンとロジャースであった。モータウンからリリースされたDVD『Smokey Robinson And The Miracles: The Definitive Performances』の中で、ザ・ミラクルズのメンバーであり共作者のひとりであるボビー・ロジャースは、この曲について、1960年代にアメリカ合衆国全域で人気を博していた「ゴーゴー」クラブの成功に触発されたものだとコメントしている。ザ・ミラクルズの曲の成功によって、最初は地域的な盛り上がりにとどまっていた音楽ジャンルとしてのゴーゴーは、全国的な大流行へと火がついた。
1965年12月に発売された「ゴーイング・トゥ・ア・ゴー・ゴー」は、翌年春にアメリカ合衆国の Billboard Hot 100 で最高11位となった。さらに、『ビルボード』誌の Hot R&B Singles チャートでは最高2位となり、ザ・ミラクルズにとって5枚目のミリオン・ヒット曲となった。
『キャッシュボックス』誌はこの曲について「ハード寄りでブルージーな、手拍子をとりたくなる曲で、クセになるリズミックなリフが繰り返される (hard-driving, bluesy handclapper with an infectious repeating rhythmic riff)」として、「非常に商業的 (ultra-commercial)」だと評した。
「ゴーイング・トゥ・ア・ゴー・ゴー」は、ザ・ミラクルズの同名のアルバム『ゴーイング・トゥ・ア・ゴー・ゴー』にフィーチャーされ、このアルバムはやがてオリジナル・アルバムとしてはチャートで最高位に達したLPとなった。このアルバムは、1966年前半に『ビルボード』誌のアルバム・チャート Top 200 Albums でトップ10入りを果たして最高8位となり、同誌のR&Bアルバム・チャートでは首位に立った。2003年、ザ・ミラクルズのアルバム『ゴーイング・トゥ・ア・ゴー・ゴー』は、ローリングストーン誌が選ぶ「歴代最高のアルバム」500選において271位に入った。
LP『ゴーイング・トゥ・ア・ゴー・ゴー』の収録曲のひとつ「チュージー・ベガー (Choosey Beggar)」は、シングル「ゴーイング・トゥ・ア・ゴー・ゴー」のB面曲として発表され、こちらもヒット曲となって『ビルボード』誌のR&Bチャートで最高35位まで浮上した。
曲冒頭のドラム・イントロは、ショワディワディが1974年に発表した自作デビュー・シングル「Hey Rock 'N' Roll」で、スピードを上げた形でコピーされた。

### パーソネル
ザ・ミラクルズ
- スモーキー・ロビンソン - リード・ボーカル、プロデューサー
- マーヴ・タープリン - 12弦リード・ギター
- ボビー・ロジャース - バックグラウンド・ボーカル、共作者
- ロニー・ホワイト - バックグラウンド・ボーカル
- ピート・ムーア - バックグラウンド・ボーカル、共作者、編曲者
- クローデッタ・ロジャース・ロビンソン - バックグラウンド・ボーカル

その他の演奏は、ファンク・ブラザース
- エディ・ウィリス（英語版） - リズムギター
- アール・ヴァン・ダイク（英語版） - ピアノ
- ジェームス・ジェマーソン - ベース
- ベニー・ベンジャミン（英語版） - ドラムス
- エディ・ボンゴ・ブラウン（英語版） - パーカッション
- ジャック・アシュフォード（英語版） - トロンボーン

## ローリング・ストーンズのライブ・バージョン
「ゴーイング・トゥ・ア・ゴー・ゴー」(Going to a Go-Go) は、ローリング・ストーンズによって1982年のライブ・アルバム『スティル・ライフ』（1981年の北米ツアーの模様が納められている。）の中でカバーされた。アルバムからの最初のシングルとしてリリースされたストーンズのバージョンの「ゴーイング・トゥ・ア・ゴー・ゴー」は、イギリスのチャートで26位となり、アメリカ合衆国では25位となった。シングルもアルバムも1982年のヨーロッパ・ツアーの最中にリリースされた。ストーンズによるこの曲の他のバージョンには、ライブ・アルバム『Live at Leeds』や『Hampton Coliseum』に収められたものがある。

### パーソネル
- ミック・ジャガー - リード・ボーカル
- キース・リチャーズ - ギター、バックグラウンド・ボーカル
- ロニー・ウッド - ギター
- ビル・ワイマン – ベース
- チャーリー・ワッツ - ドラムス

その他の演奏
- イアン・スチュワート - ピアノ
- イアン・マクレガン - キーボード、バックグラウンド・ボーカル
- アーニー・ワッツ - サクソフォーン
- グリマー・ツインズ - プロデューサー

### チャート

#### 週間チャート
| チャート（1982年）                   | 最高位 |
| ------------------------------------ | ------ |
| オーストリア (Ö3 Austria Top 40)     | 16     |
| ベルギー (Ultratop 50 Flanders)      | 8      |
| カナダ (Canada Top Singles (RPM))    | 4      |
| フィンランド (Soumen Virallinen)     | 16     |
| アイルランド (IRMA)                  | 18     |
| オランダ (Dutch Top 40)              | 4      |
| オランダ (Single Top 100)            | 3      |
| ニュージーランド (Recorded Music NZ) | 24     |
| ノルウェー (VG-lista)                | 5      |
| スウェーデン (Sverigetopplistan)     | 18     |
| スイス (Schweizer Hitparade)         | 9      |
| UK シングルス (OCC)                  | 26     |
| US Billboard Hot 100                 | 25     |

#### 年間チャート
| チャート（1982年）        | 順位 |
| ------------------------- | ---- |
| オランダ (Dutch Top 40)   | 54   |
| オランダ (Single Top 100) | 70   |

## その他のカバー
1975年には、ザ・シャロネッツ (The Sharonettes) のバージョンがイギリスでトップ50入りするヒットとなった。
フィル・コリンズは、2010年のアルバム『Going Back』のセッションの中でこの曲を録音した。
ザ・ミラクルズの「ゴーイング・トゥ・ア・ゴー・ゴー」は、アーサー・コンリーの1967年のヒット曲「スウィート・ソウル・ミュージック」の中でも言及されている。
ネオモッズバンド、シークレット・アフェアのファーストアルバム「Glory Boys」（1979年）の中にカバーバージョンが収録されている。

## 関連文献
- Demitri Coryton; Joseph Murrells (1990). Hits Of The Sixties: The Million Sellers. Batsford Ltd. p. 131. ISBN 978-0713458510
- Motown/Universal DVD: Smokey Robinson & The Miracles: The Definitive Performances (1963-1987)